# Fundación Humanismo y Democracia
La Fundación Humanismo y Democracia, fundada en 1977, es una entidad sin ánimo de lucro española vinculada ideológicamente al Partido Popular, pero jurídicamente independiente. Según su declaración de principios, trabaja por "la erradicación de la pobreza" inspirada en los "valores de la libertad, la democracia, la tolerancia y el humanismo cristiano". Pertenece a la Coordinadora española de ONG para el Desarrollo (CONGDE), a las coordinadoras autonómicas, a la Plataforma Internacional de Cooperación y Migraciones (PICM) y al Centro Europeo de los Trabajadores (EZA). 
Está presidida por Rafael Rodríguez-Ponga y Salamanca (que fue Secretario General de la Agencia Española de Cooperación Internacional, AECI), dado que Concepción Dancausa Treviño dimitió como presidenta y como miembro del Patronato el 25 de junio de 2007. Y lo hizo sin concurrir incompatibilidad legal por su nuevo cargo público como Delegada en el Ayuntamiento de Madrid.
Como ONG de desarrollo que es, realiza su actividad principalmente en Iberoamérica (sobre todo República Dominicana, Colombia, Perú, Bolivia) y en Filipinas. En años anteriores, sin embargo tuvo proyectos en otros países de Europa, África y América.
En marzo de 2007 ha recibido la acreditación como "ONG calificada" por la Agencia Española de Cooperación Internacional (AECI), del Ministerio de Asuntos Exteriores y Cooperación (publicado en el Boletín Oficial del Estado 04-04-2007). Esto significa un reconocimiento de gran relevancia, después de que la AECI estudiara sus proyectos, la eficacia y eficiencia, sus cuentas (exhaustivamente auditadas anualmente por KPMG), la trayectoria y la visión de futuro de Humanismo y Democracia (H+D).
Los proyectos de H+D, ya sean educativos, sanitarios, de codesarrollo o de desarrollo rural, tienen siempre como eje central el fortalecimiento de las instituciones en los países de vías de desarrollo.
Humanismo y Democracia recibe ayudas tanto públicas como privadas.
En España, recibe subvenciones de Administraciones gobernadas por partidos políticos diferentes: la AECI, varias comunidades autónomas (Madrid, Castilla-La Mancha, Aragón, Castilla y León, Islas Baleares, Murcia, La Rioja...) y administraciones locales (Diputación de Ciudad Real, ayuntamientos de Madrid y Zaragoza, etc). Asimismo recibe aportaciones de empresas privadas y de donantes individuales.

## Críticas
Humanismo y Democracia ha ganado en presencia pública y mediática gracias a su labor; y a causa de la que algunos partidos políticos con representación parlamentaria han criticado en diversas ocasiones la procedencia y la gestión de sus fondos y han denunciado el destino final de los mismos, vinculándose con la participación en la reconstrucción de Irak,  Archivado el 29 de septiembre de 2007 en Wayback Machine.   Archivado el 29 de septiembre de 2007 en Wayback Machine.
destacando que es la tercera ONG más beneficiada por las ayudas de Inmigración en 2006, estando las otras dos organizaciones que más fondos han recibido vinculadas también al Partido Popular. 
La Consejería de Inmigración de la Comunidad de Madrid, que otorga algunas de esas subvenciones, aseguró que "todas las asociaciones que han recibido alguna subvención están al corriente de sus obligaciones y no hay motivos para negarles unas ayudas concedidas por la calidad de sus proyectos".
La Fundación fue obligada por el Departamento de Bienestar del Gobierno de Navarra a la devolución de las ayudas concedidas e intereses, por detectar irregularidades en varios de sus proyectos en la República Dominicana y Bolivia, siendo la primera de estas resolucionnes confirmada por el Tribunal Superior de Justicia de Navarra el 24 de enero de 2007. Cuando el mencionado Tribunal, en otro de los casos, ha dado la razón a Humanismo y Democracia, la prensa navarra ha silenciado el hecho.
Se iniciaron investigaciones penales, que aún no han sido resueltas por indicios de delitos contra la Hacienda Pública, cohecho y falsedad documental ante el Tribunal Superior de Justicia de Madrid.  y la Cámara de Comptos de Navarra realizó un informe sobre los casi 2 millones de euros concedidos a la Fundación por el Gobierno de Navarra entre 2000 y 2004 .
Por su parte, la Fundación Humanismo y Democracia, que en los últimos años ha renovado su Patronato y órganos directivos, reconoció que hubo ciertas irregularidades y, a su vez, presentó una querella penal por delito continuado de estafa y de falsedad documental contra, Gonzalo Ruiz Sánchez, gestor de los proyectos mencionados así como contra las personas que puedan estar relacionadas. . La Magistrado-Juez del Juzgado de Instrucción Nº17 de Madrid, Dña. María Luz García Monteys, en las diligencias previas abiertas, estimó el sobreseimiento de la causa respecto a Gonzalo Ruiz Sánchez, "al no existir suficientes indicios de la perpetración de delito alguno", en autopublicado en Madrid el 17 de febrero de 2011. 
Desde la fundación se manifestó que se han realizado investigaciones "externas e internas", que ellos son "la primera víctima" de este tipo de irregularidades y señalaron la dificultad que supone trabajar en ciertos países: "Nuestra intención es trabajar con el máximo rigor y la máxima voluntad de cumplir la legislación, dentro de la complejidad del sector y en países difíciles" 
Aprovechando el caso de Navarra, el PSOE de La Rioja aseguraba que contaba con la documentaíón necesaria para demostrar que otro proyecto de la ONG, dedicado a la formación en materia de salud hospitalaria en República Dominicana realizado en 2002, presentaba irregularidades al no tener justificados más de 23.000 euros. Posteriormente la Fiscalía de la Rioja archivó el caso  en 2007 al no poderse comprobar los hechos denunciados. Tras la decisión judicial el PP de la región exigió disculpas al grupo socialista  por las calumnias vertidas contra las personas que se citaban en la denuncia en las que se las acusba de desviar parte del dinero concedido a través de subvenciones para fines distintos del proyecto con enriquecimiento ilícito de terceras personas o instituciones. Unas acusaciones que buscaban desprestigiar el trabajo de la ONG llevándolo al terreno de la lucha política y ante las que el presidente de H+D, Rafael Rodríguez Ponga, afirmó que "no podrán encontrar nada irregular porque no lo hay" 